# 竹本弥太夫
竹本 弥太夫（たけもと やたゆう）は、義太夫節の太夫。6代目没して以降長らく途絶えている。正字体：彌太夫。

## 初代
（生年不詳 - 文政3年5月13日（1820年6月23日））
初代竹本岡太夫の門弟。通称を桜橋紙屋儀右衛門という。最初、有規堂千賀太夫の門下で竹本千代太夫を名乗るも、師匠の没後は初代竹本岡太夫の門弟となり豊竹磯太夫を経て初代竹本弥太夫となった。門弟から二代目竹本岡太夫が出ている。
通称を「紙屋弥太夫」。

## 2代目
（生没年不詳）
初代弥太夫の門下。豊竹磯太夫が1820年に2代目弥太夫を襲名。
通称を「平野屋長七」。

## 3代目
（生没年不詳）
2代目弥太夫の門下で竹本浜太夫を名乗る。後、竹本磯太夫となり、1841年に3代目弥太夫を襲名。
竹本浜太夫（濱太夫）は竹本綱太夫系にも存在する。竹本濱太夫参照。

## 4代目
（文化11年（1814年） - 慶応4年3月19日（1868年4月11日））
阿波国小松島の生まれ、はじめ小松太夫3代目弥太夫門下から3代目竹本長門太夫の譲り弟子で1843年8月に京都四条北側芝居で3代目竹本実太夫、1854年1月に西横堀清水町浜芝居で3代目弥太夫を襲名。
通称を「小川屋米吉」。あだ名を阿波で馬方していたために「馬方弥太夫」。

## 5代目
（天保8年4月4日（1837年5月8日） - 明治36年（1906年）10月30日）本名は木谷伝次郎。
大阪府堀江の生まれ、1848年に3代目竹本長門太夫の門下で竹本小熊太夫を名乗る。1853年に竹本長子太夫と改名。1864年に4代目弥太夫の門下。その後4代目竹本長登太夫の門下。1868年に5代目弥太夫を襲名。1871年に文楽座、1886年に文楽座を退座、1894年に彦六座の紋下。その後稲荷座の紋下。1899年に引退し後進指導に力を注いだ。得意演目は「大晏寺」。「堀江の大師匠」と言われた名人。長男が実業家で収集家の芝川照吉、次男が演劇研究家の木谷蓬吟。

## 6代目
（慶応2年10月12日（1866年11月18日） - 大正13年（1924年）6月6日）本名は竹内亀松。
大阪府南堀江の生まれ、1884年に5代目弥太夫の門下で弥生太夫、1886年上京し初代竹本綾瀬太夫譲り弟子で小相太夫、1889年ごろに帰阪、2代目竹本長子太夫を襲名。1913年に6代目弥太夫を襲名。世話物などを得意とした。